# Goldstino
In der Teilchenphysik ist das Goldstino ein hypothetisches Nambu-Goldstone-Fermion mit Spin 1/2, welches durch spontane Brechung der Supersymmetrie entsteht. Es steht in engem Zusammenhang mit dem Goldstone-Boson des Goldstone-Theorems, welches den spontanen Zusammenbruch der gewöhnlichen bosonischen Symmetrie beschreibt. Wie dieses ist es masselos, es sei denn, zur spontanen Brechung kommt noch eine wenig explizite Brechung der Supersymmetrie hinzu; in diesem Fall entwickelt das Goldstino eine geringe Masse.
In Theorien mit globaler Supersymmetrie ist das Goldstino ein normales Teilchen und evtl. als Leichtestes supersymmetrisches Teilchen ein Kandidat für die Dunkle Materie.
In Theorien, in denen die Supersymmetrie eine lokale Symmetrie (Eichsymmetrie) darstellt, wird das Goldstino vom Gravitino absorbiert. Es wird dann dessen longitudinale Komponente (also in Ausbreitungsrichtung) und gibt ihm eine von Null verschiedene Masse. Dieser Mechanismus ist eng verwandt mit dem Higgs-Mechanismus, der den W- und Z-Bosonen eine von Null verschiedene Masse verleiht.
Rudimentäre bosonische Superpartner der Goldstinos, so genannte Sgoldstinos, können unter bestimmten Umständen auch auftreten, wenn Supermultipletts zu Feldern reduziert werden.